# Glucotropaeolin
Glucotropaeolin (auch Benzylglucosinolat) ist eine chemische Verbindung aus der Gruppe der Glucosinolate.

## Vorkommen

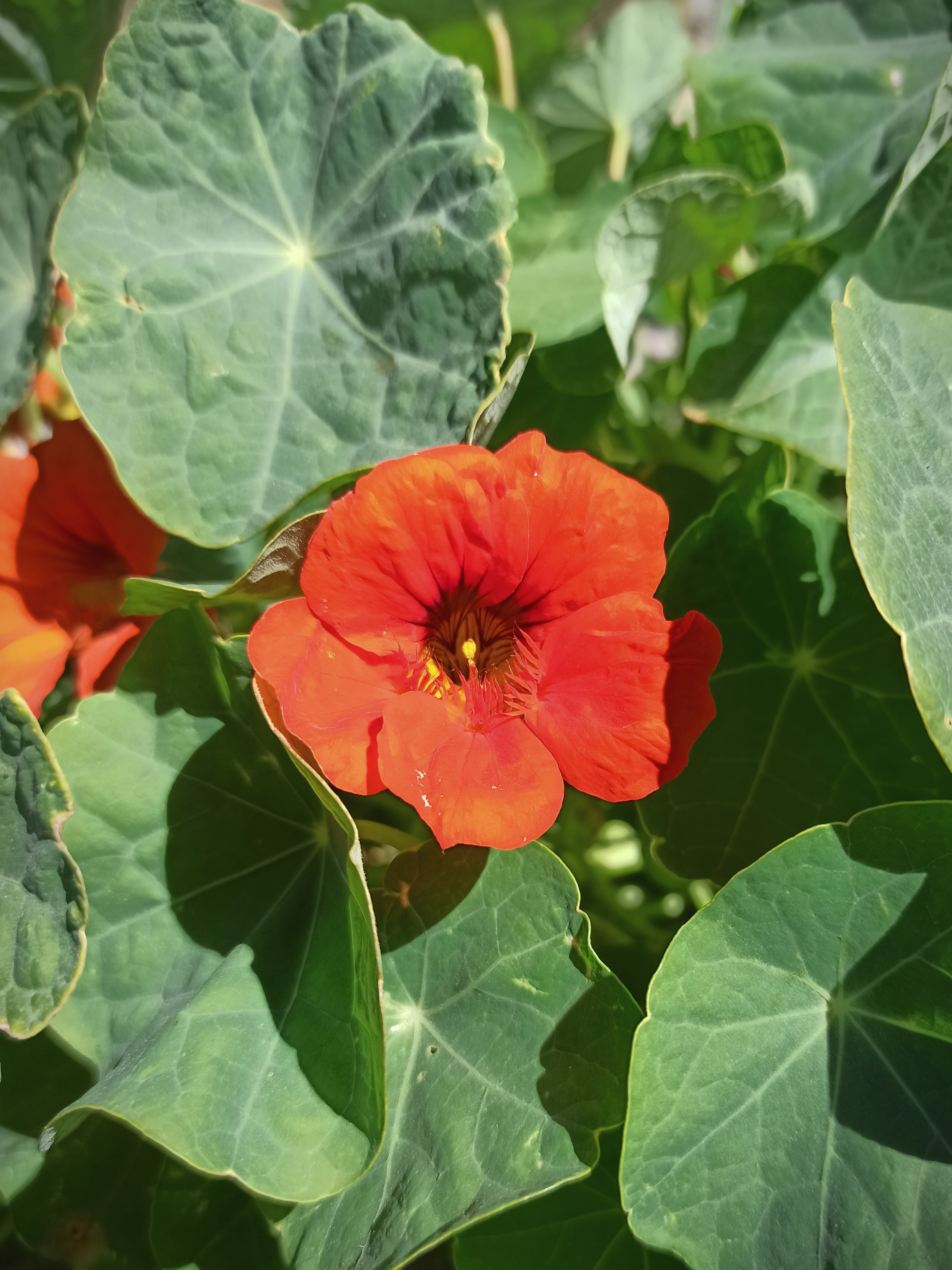
Kapuzinerkresse

Zuerst nachgewiesen wurde Glucotropaeolin 1899 in der Großen Kapuzinerkresse. Es kommt auch in Papaya-Kernen vor. In Garten-Kresse kommt es zusammen mit Gluconasturtiin vor. In Acker-Rettich kommt es neben Glucoraphanin und Glucoerucin vor.

## Biosynthese
Die Biosynthese des Glucotropaeolins geht von Phenylalanin aus und verläuft über Phenylacetaldoxim als Intermediat.

## Herstellung
Glucotropaeolin kann hergestellt werden, indem N-hydroxyphenylacetimidoylchlorid (aus Phenylacetaldoxim und Chlorgas in Chloroform) mit Tetraacetylglucopyranosylthiol in Gegenwart von Triethylamin umgesetzt wird. Durch Umsetzung mit Schwefeltrioxid-Pyridinkomplex kann diese Verbindung sulfatiert werden und anschließend durch Umsetzung mit Ammoniak in Methanol deacetyliert werden, wodurch Glucotropaeolin erhalten wird. Die biotechnologische Herstellung mittels einem modifizierten Stamm von E. Coli ist ebenfalls möglich.

## Eigenschaften
Bei der Hydrolyse von Glucotropaeolin durch die Myrosinase entsteht Benzylisothiocyanat.